# Христос Трандос
Христос Трандос (на гръцки: Χρήστος Τράντος) е гръцки революционер, деец на гръцката въоръжена пропаганда в Македония.

## Биография
Роден е в западномакедонския град Костур, тогава в Османската империя. Присъединява се към гръцката въоръжена пропаганда и става четник от 1904 до 1905 година при Георги Богданцалията. От 1905 до 1908 година е при Лазар Апостолов (Лазарос Апостолидис). По-късно участва в Северноепирските операции и в превземането на Корча.